# 田中重久
田中重久（たなか しげひさ、1905年7月17日 - 1979年5月24日）は、日本の美術史家である。特に仏教美術に関して、多くの著作をのこしている。別名義としてたなか しげひさがある。

## 経歴
1905年（明治38年）7月17日、滋賀県甲賀郡水口町葛籠町に、父・豊吉郎、母・ゆりの五男として生まれる。豊吉郎は「小さい地方銀行家」であり、1928年（昭和3年）より栗太銀行の取締役をつとめた。京都市立中立小学校を経て滋賀県立膳所中学校に入学する。同校で日本史の教鞭をとっていた佐々木恒清に薫陶を受けるかたちで、14歳にして仏教美術を志すようになる。
大村西崖の東洋史の講義を受けるべく、1925年（大正14年）に東京美術学校に進学するも、彼の易簀を受けて翌年3月に中退、早稲田大学に転学する。1931年（昭和6年）に早稲田大学文学部国文科を卒業する。卒業論文の題は『奈良朝の仏教文学』であった。1932年（昭和7年）7月3日、佐橋谷三郎の娘である冨美と結婚する。1933年（昭和8年）に卒業論文の審査を受け、聖徳太子奉賛会の研究生となる。月に80円が支給され、法隆寺に逗留して自由な調査研究ができるという制度であり、田中の前任は喜田新六、後任は家永三郎であった。
1936年（昭和11年）6月に京都市文教局文化課勤務となり、東京から京都の北白川に移り住む。史跡と古美術の調査を主な業務とし、『京都の古建築』など6巻の叢書を上梓する。聖徳太子関連の研究が評価され、1943年（昭和18年）には早稲田大学大東亜建築研究会の嘱託研究員となる。京都府立第一中学校（のちに洛北高校に改称）の教諭もつとめ、その傍ら仏教美術研究を精力的に進めた。1978年（昭和53年）までに上梓した論文は300篇を越え、著書の代表作としては『聖徳太子御聖蹟の研究』、『日本壁画の研究』、『観音像』がある。また、研究書以外にも、『聖徳太子』、『いま告別のとき』といった小説もものした。1979年（昭和54年）5月24日に心筋梗塞により急逝する。死の直前まで、在野の硯学として健筆をふるった。葬儀は遺言に従い、自宅で宗教色をふくまないようにして執りおこなわれた。

## 著作
東文研アーカイブデータベース収録の『日本美術年鑑』記事および、『奈良朝以前寺院址の研究』奥付を参考にした。

### 京都市職員としての著作
- 『京都の古建築』、1938年、京都市観光課、doi:10.11501/1228384。
- 『京都の彫刻』、1939年、京都市観光課、doi:10.11501/1684788。
- 『京都の庭園』、1940年、京都市観光課、NCID BN12276955。
- 『京都の仏画』、1941年、京都市観光課、doi:10.11501/1068909。
- 『京都史蹟古美術提要』、1941年、京都市観光課、doi:10.11501/1042174。
- 『京都仏画図説』、1941年、京都市観光課、doi:10.11501/12772355。
- 『京都古美術入門』、1942年、京都市教育部文化課、doi:10.11501/1068652。

### 研究者としての編著
- 『別尊京都仏像図説』、1943年、臼井書房、doi:10.11501/1748293。
- 『The Oriental Art Treasures at Koryuji Monastery』、1950年、京都ユネスコ協力会。

### 研究者としての単著
- 『西の京』、1941年、近畿観光会、doi:10.11501/1905004。
- 『奈良朝以前寺院史の考古学的研究 上』、1941年、東京考古学会、NCID BA49803284。
- 『奈良朝以前寺院史の考古学的研究 下』、1942年、美術史学会、NCID BA49803284。
- 『聖徳太子絵伝と尊像の研究』、1943年、山本湖舟写真工芸社、doi:10.11501/1123820。
- 『日本に遺る印度系文物の研究』、1943年、東光堂、doi:10.11501/1869408。
- 『日本壁画の研究』、1944年、東華社書房、doi:10.11501/1840929。
- 『聖徳太子御聖蹟の研究』、1944年、全国書房、doi:10.11501/1058849。
- 『弥勒菩薩の指』、1961年、山本湖舟写真工芸社、doi:10.11501/2493870。
- 『日本の碧瓦』、1963年、NCID BB04264242。
- 『観音像』、1977年、京都綜芸舎、doi:10.11501/12424219。
- 『奈良朝以前寺院址の研究』、1978年、白川書院、doi:10.11501/12223022。

### その他の著作
- 『休心亭私記』、1936年、休心亭私記刊行会、doi:10.11501/1218575。 - 妻・冨美の祖父、佐橋幽谷（鉄太郎）の遺稿集および家伝。
- 『聖徳太子』、1942年、東光堂、doi:10.11501/1218575。
- 『いま告別のとき : アイヌモシリ風物誌』、1962年、アートプロセス。